# AIK Fotbolls säsong 1911
AIK vann säsongen 1911 SM-guld efter seger i SM-finalen mot IFK Uppsala med 3-2. SM började den 27 augusti med en match mot IFK Västerås, som AIK vann med 4-1. Därefter var det dags för kvartsfinal den 3 september mot IFK Eskilstuna. AIK vann den matchen med 5-0 och skulle i semifinalen möta IFK Stockholm den 24 september, som slutade med en 3-1-vinst för AIK:s del. Därefter spelades alltså finalen, som spelades inför drygt 1000 personer på Råsunda IP.
Den Svenska Serien kunde ej färdigspelas 1911.